# 안개꽃
안개꽃(Gypsophila 또는 baby's breath, babe's breath)은 석죽과의 한해살이풀이다. 아시아, 유럽 원산의 관상식물이다. 꽃말은 색상별로 다르며, 맑은 마음, 깨끗한 마음, 사랑의 성공, 영원한 사랑(everlasting love) 등이다.

## 쓰임새
장미 꽃다발을 만들 때, 곁들이거나, 안개꽃만으로 다발을 만들기도 한다.